# Caterina Palazzi
Caterina Palazzi (Roma, 1982) è una contrabbassista italiana.

## Biografia
Conosciuta anche come leader della band italiana Sudoku Killer, suona jazz, rock psichedelico e musica noise. Nel 2010 ha vinto in Jazzit Award  come miglior compositrice jazz italiana. Nel 2022 viene annoverata tra i migliori 20 bassisti italiani di sempre dalla rivista Rockit.
Ha pubblicato gli album Sudoku Killer (ZdM, 2010), Infanticide (Auand Records, 2015), Asperger (Clean Feed Records, 2018). Ha lavorato con Stefano Bollani, Gianluca Petrella, Roberto Gatto, Maurizio Giammarco, Mirko Guerrini, Israel Varela, Pierpaolo Capovilla e Luca Aquino.
A luglio 2023 viene chiamata da Kim Gordon, storica bassista dei Sonic Youth, per aprire i concerti del suo tour italiano. 

## Discografia
- 2010 Sudoku Killer (Zone di Musica)
- 2015 Infanticide (Auand Records)
- 2018 Asperger (Clean Feed Records)[11][12]